# Jan Lažanský
Jan Karel hrabě Lažanský z Bukové (22. dubna 1857 Baden – 6. listopadu 1932 Manětín) byl český velkostatkář, šlechtic z rodu Lažanských a politik, za Rakouska-Uherska na přelomu 19. a 20. století poslanec Říšské rady. Byl majitelem panství Manětín a Kalec (uváděno též Manětín a Rabštejn).

## Biografie
Narodil se v Badenu u Vídně jako jediný syn a dědic Prokopa Aloise Lažanského (1809–1898). Matka Sidonie (1818–1898) pocházela z uherského rodu Hoyosů. Janova sestra Marie Terezie (1856–1884), provdaná do rodiny Korff-Schmising-Kerssenbrocků, tragicky zahynula v roce 1884 při lovecké nehodě.
Byl čestným rytířem maltézského řádu a komořím. Působil jako okresní starosta a předseda manětínské Občanské besedy.
Od doplňovacích voleb v roce 1887 zasedal na Českém zemském sněmu, kam byl zvolen za kurii velkostatkářskou (nesvěřenecké velkostatky). Mandát obhájil v zemských volbách v roce 1889 a zemských volbách v roce 1895. Byl členem Strany konzervativního velkostatku. Do sněmu se po několikaleté přestávce vrátil ještě v zemských volbách v roce 1908.
V 90. letech se zapojil i do celostátní politiky. Ve volbách do Říšské rady roku 1897 získal mandát za velkostatkářskou kurii v Čechách. Mandát obhájil ve volbách do Říšské rady roku 1901.
Profiloval se jako konzervativec. V zákonodárných sborech nevynikal jako výrazný řečník, ale trvale hlasoval s českou politickou reprezentací. Souhlasil s českým historickým právem a identifikoval se s českým národním hnutím. Už dlouho před první světovou válkou zavedl na svých panstvích české úřadování.
Po odchodu z Říšské rady byl jmenován kurátorem Ústavu šlechtičen na Hradčanech v Praze. Žil střídavě v Praze ve svém paláci na Malé Straně a v Manětíně. Své velkostatky na severním Plzeňsku si podržel i po vzniku republiky, ovšem československá pozemková reforma jejich výměru výrazně redukovala.
Od mládí trpěl krátkozrakostí a v posledních dvou letech života téměř ztratil zrak. Zemřel v listopadu 1932 jako poslední mužský člen manětínské linie rodu.

## Rodina
V září 1886 se v Praze oženil s princeznou Idou Schwarzenbergovou (1861–1922) z orlické rodové linie. Z manželství vzešly tři děti.
- 1. Karel Jan (13. 10. 1887 Manětín – 28. 8. 1914 Bijeljina), poručík c. k. dragounského pluku č. 13, zemřel svobodný a bezdětný na úplavici na začátku první světové války v bosenské Bijeljině[9]
- 2. Terezie (15. 3. 1890 Manětín – 1. 1. 1979 Waidhofen an der Thaya), po předčasné smrti bratra a sestry se stala dědičku rodového majetku, provdala se za hraběte Josefa ze Seilern-Aspangu (1883–1939).
- 3. Vilemína (23. 11. 1891 Manětín – 31. 12. 1922 tamtéž), provdala se za hraběte Františka ze Seilern-Aspangu (1886–1930), mladšího bratra svého švagra. Zemřela dva roky po svatbě na následky těžkého porodu.[10]